# Troupe de forteresse
Une troupe de forteresse désigne une unité militaire affectée à une fortification. Elle est généralement peu mobile (sans aucun moyen de transport) et spécialisée dans la défense.

## En France
Dans l'Armée française, l'entre-deux-guerres a vu la création de toute une série d'unités dites « de forteresse » affectées à la défense de la ligne Maginot :
- régiment d'infanterie de forteresse (RIF) ;
- bataillon alpin de forteresse (BAF) ;
- régiment d'artillerie de position (RAP) ;
- régiment d'artillerie mobile de forteresse (RAMF) ;
- bataillon de génie de forteresse (BGF).